# Pandanus ijzermannii
Pandanus ijzermannii är en enhjärtbladig växtart som beskrevs av Jacob Gijsbert Boerlage och Sijfert Hendrik Koorders. Pandanus ijzermannii ingår i släktet Pandanus och familjen Pandanaceae.
Artens utbredningsområde är Sumatera. Inga underarter finns listade.